# Каијаимуну
Каијаимуну (енгл. Kaiaimunu) је наводно криптид са острва Нова Гвинеја.

## Други називи
Овај криптид је знан још као "Теризиносаурус" са Нове Гвинеје (енгл. New Guinea Therizinosaurus).

## Опис криптида
Према опису наликује на диносаура Теризиносауруса. Веома је висок двоножни биљојед са рукама на којима су дуге канџе.